# Драгоман

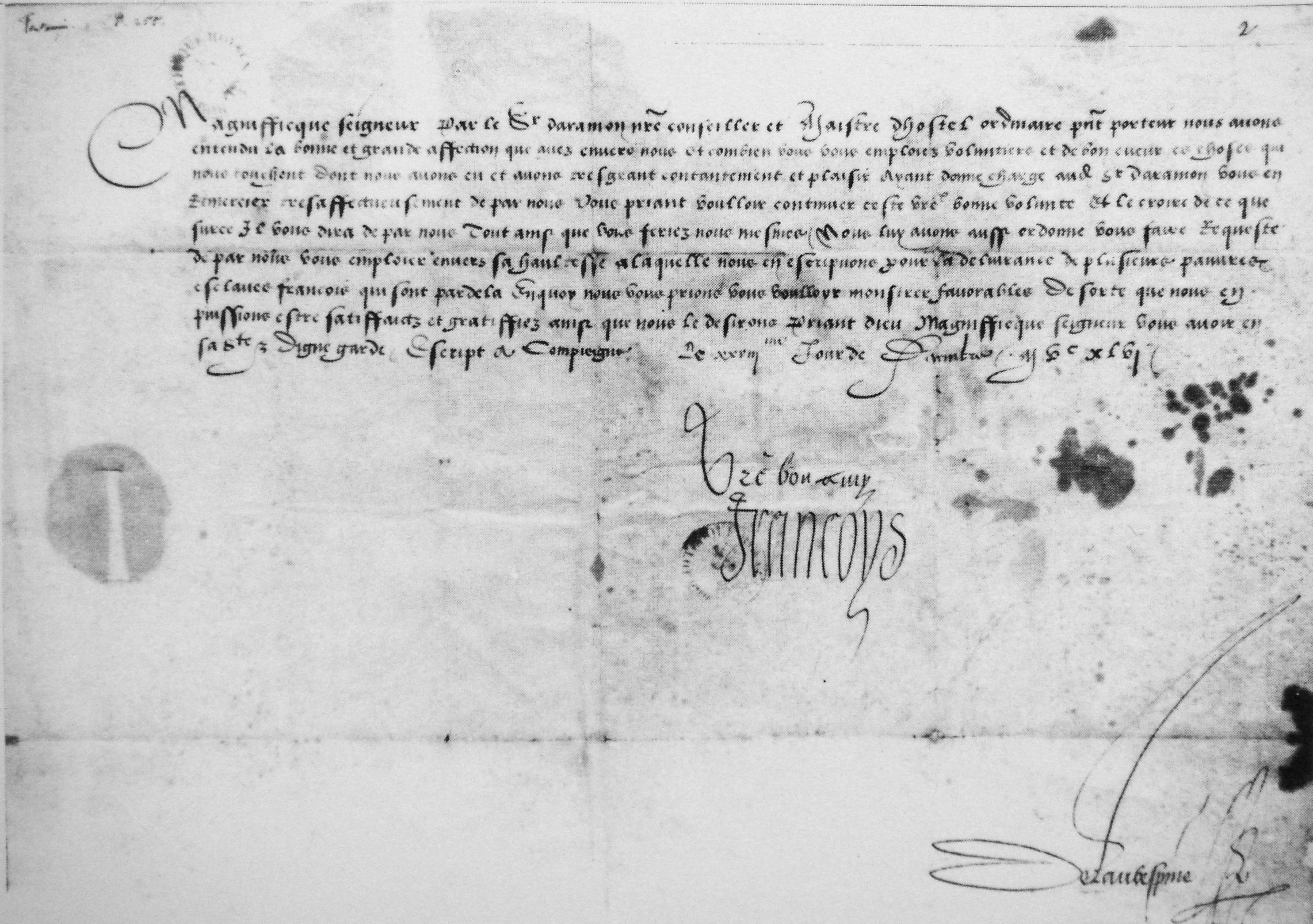
лист Франциска I Іван-бею, драгоману Сулеймана Великого

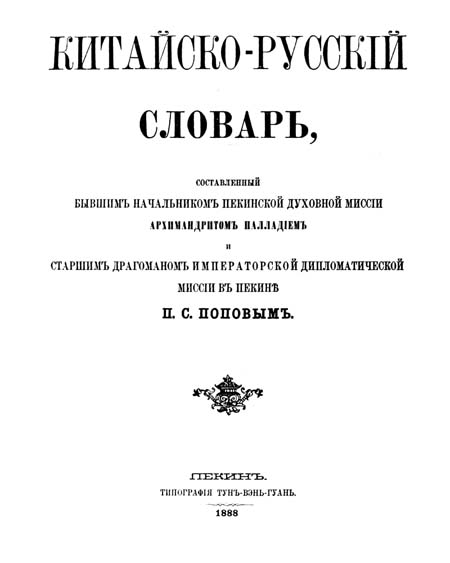
титульна сторінка китайсько-російського словника, виданого в Пекіні в 1888 році, архімандритом Палладієм і старшим драгоманом Павлом Степановичем Поповим

Драгоман — товмач, посол, перекладач. 
Слово походить з арабскої мови (ترجمان, тарджуман — перекладач), вживається з XII ст. і запозичене з ділового лексикону часів  Монгольської імперії і Османської Імперії, вживалося в діловодстві Війська Запорозького, держави Війська Запорозького (Гетьманщини), Російської імперії тощо.

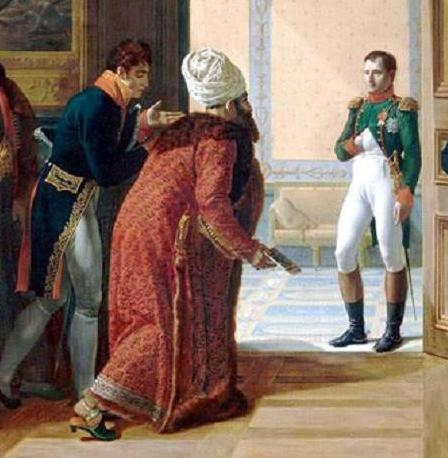
Амеде Жобер був «улюбленим сходознавцем і драгоманом Наполеона». Він супроводжував перського посла Мірзу Мухаммеда Резу Казвіні у замок Фінкенштейн для зустрічі з Наполеоном 27 квітня 1807 року щоб підписати угоду у Фінкенштейну. Малюнок Франсуа Мюлара.

Від цього слова походять прізвища Драгоман, Драгоманов тощо, зокрема прізвище відомого роду українських культурних діячів Драгоманових.